# Maria-Luise Rainer
Maria-Luise Rainer né le 23 avril 1959 à Telfes im Stubai est une lugeuse italienne active dans les années 1970 et 1980. 

## Biographie
Née dans le Tyrol, mais d'origine italienne, Rainer a participé à quatre éditions des Jeux olympiques d'hiver, en 1976, 1980, 1984 et 1988. 
Lors des Championnats du monde, elle a obtenu un podium, avec une médaille de bronze obtenue 1979.
Elle a remporté la Coupe du monde en 1985, compétition dans laquelle a fini six autres fois sur le podium au général.
Après sa carrière au haut niveau, elle a occupé diverses postes de direction sportive au niveau national mais également au niveau international chez la FIL, comme délégué technique lors de la Coupe du monde junior ou encore directeur de course aux Jeux olympiques de Turin 2006. En 2010, elle a été nommée coordinatrice de la Fédération internationale de luge.

## Palmarès

### Jeux olympiques d'hiver
- Innsbruck 1976 : 16e
- Lake Placid 1980 : Abandon
- Sarajevo 1984 : 6e
- Calgary 1988 : 15e

### Championnats du monde de luge
- : Médaille de bronze en simple à Königssee en 1979

### Coupe du monde de luge
- 1 gros globe de cristal en individuel : 1987.
- 15 podiums individuels dont 6 victoires.

### Championnats d'Europe de luge
- Médaille d'argent en simple à Olang en 1980
- Médaille de bronze par équipes à Königssee en 1988